# Jean François Edmond Guyot Dessaigne

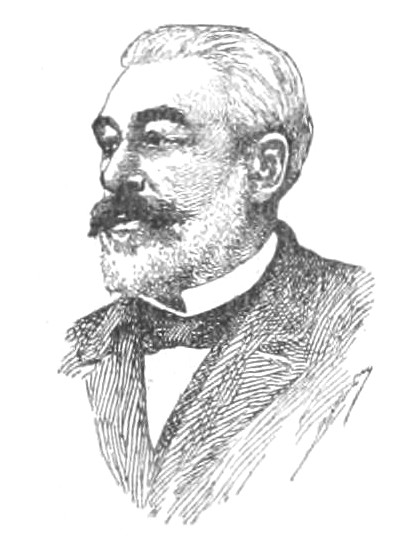
Jean François Edmond Guyot Dessaigne.

Jean François Edmond Guyot Dessaigne, född den 26 december 1833 i Brioude (departementet Haute-Loire), död den 31 december 1907 i Paris, var en fransk politiker.
Guyot Dessaigne blev efter en långvarig juridisk ämbetsverksamhet 1885 invald i deputeradekammaren, där han slöt sig till det radikala partiet. Några veckor i februari 1889 var han justitie- och kultusminister i kabinettet Floquet och november 1895–april 1896 minister för allmänna arbeten i kabinettet Bourgeois. Guyot Dessaigne blev i oktober 1906 justitieminister i Clemenceaus kabinett och hade som sådan att leda den juridiska avvecklingen av skilsmässan mellan kyrka och stat, vilken gav anledning till en mängd svårlösta rättstvister. Guyot Dessaigne beskylldes i samband därmed för slapphet gentemot de politiker och jurister, som därunder riktade sig på bekostnad av de till staten indragna kyrkliga inkomsterna, och mitt under det att förhandlingarna härom pågick i parlamentet, avled Guyot Dessaigne plötsligt av ett slaganfall i ett av senatens utskottsrum.